# Gola guštarka
Gola guštarka (gola gušarka, plemenita vlas, svilene kose, visonja gladka lat. Turritis glabra, sin.  Arabis glabra), jednogodišnja ili dvogodišnja biljka iz porodice kupusovki, nekada uključivana u rod Arabis (gušarka), danas u  Turritis.
Raširena je po velikim dijelovima Euroazije i Sjeverne Amerike (Holarktik), i istočne tropske Afrike. Raste i u Hrvatskoj.
- T. glabra
- T. glabra
- T. glabra
- T. glabra